# Alció bec d'esclop
L'alció bec d'esclop (Dacelo rex) és una espècie d'ocell de la família dels alcedínids (Alcedinidae). Habita els boscos de Nova Guinea. Va ser classificat prèviament en el gènere monotípic Clytoceyx, però va ser reclassificat en Dacelo basant-se en proves filogenètiques.